# Helmut Tervooren
Helmut Tervooren (Issum, 7 januari 1935 – Meckenheim, 29 juni 2023) was een Duitse hoogleraar germanistiek en middeleeuwse studies die verbonden was aan de Universiteit Duisburg-Essen.
Hij ontving in 2009 de Leonard Willemsprijs, de vijfjaarlijkse KANTL-prijs voor studie van de oudere taal, literatuur en cultuur voor Van der Masen tot op den Rijn. Ein Handbuch zur Geschichte der mittelalterlichen volkssprachlichen Literatur im Raum von Rhein und Maas. Tervooren was na Louis Peter Grijp de tweede die deze prijs ontving.
Hij werd 88 jaar oud.